# Future Palace
Future Palace est un groupe allemand de post-hardcore, originaire de Berlin.

## Histoire
Future Palace est formé fin 2018 par la chanteuse Maria Lessing, le guitariste Manuel Kohlert et le batteur Johannes Früchtenicht. Ces derniers avaient déjà joué ensemble dans plusieurs groupes auparavant et font  la connaissance de Maria Lessing lorsqu'elle chante un featuring pour son groupe de l'époque,,. Avec l'idée de former plus tard un nouveau groupe, les trois lancent un groupe WhatsApp appelé « Future Palace ». Ce nom est finalement adopté comme nom de groupe. Le 26 mars 2019, le groupe sort son premier single Maybe. Le clip correspondant est publié le 11 avril 2019 sur la chaîne YouTube de Future Palace. Le deuxième single Anomaly suit dès le 31 mai 2019. Le groupe donne ses premiers concerts les 29 et 30 août 2019 à Berlin et Hambourg.
Le 6 mars 2020, Arising Empire annonce sa signature avec Future Palace. Le même jour, le single Illusionist en featuring avec Tobias Rische d'Alazka sort, accompagné d'une vidéo musicale, Avec la sortie de leur single Ghost Capter le 17 juillet 2020, le groupe annonce son premier album Escape, qui sort le 18 septembre 2020. De plus, une tournée en tête d'affiche dans toute l'Allemagne est annoncée pour le début de l'année 2021, tournée qui est annulée par la suite en raison de la pandémie de Covid-19,.
Le 5 novembre 2021, le groupe sort son single Paradise, accompagné d'un clip. La sortie du single Heads Up le 16 décembre 2021 annonce également le deuxième album Run, qui sort le 10 juin 2022,. En avril 2022, le groupe effectue sa première tournée en tête d'affiche avec la tournée Take Me to Paradise,. Le 20 avril 2023, Future Palace sort son single Malphas.

## Style et influences
Le style musical du groupe est souvent décrit comme du post-hardcore et du rock alternatif avec des influences synthpop et electronica des années 1980,,,,. Les membres du groupe citent entre autres Bring Me the Horizon, PVRIS, The Midnight et Mike Oldfield comme influences musicales,. Les textes sont écrits par la chanteuse Maria Lessing et traitent d'expériences personnelles, notamment de dépression, de conflits intérieurs et de relations toxiques,,.

## Discographie

### Albums studio
- 2020 : Escape (Arising Empire)
- 2022 : Run (Arising Empire)
- 2024 : Distortion (Arising Empire)

### Clips
- 2019 : Maybe⁠a
- 2020 : Illusionist
- 2020 : Parted Ways
- 2020 : Ghost Chapter
- 2020 : Maybe – Stripped
- 2020 : Lately
- 2021 : Paradise
- 2021 : Heads Up
- 2022 : Flames
- 2022 : Defeating Gravity
- 2022 : Dead Inside
- 2023 : Malphas
- 2024 : Uncontrolled
- 2024 : Echoes of Disparity
- 2024 : Dreamstate
- 2024 : Decarabia